# Alice Wolfe
Alice Wolf (geboren als Alice Frisch, 2. April 1905 in Tapolca, Österreich-Ungarn; gestorben 9. Juli 1983 in den USA) war eine austroamerikanische Kunsthistorikerin.

## Leben
Alice Frisch war eine Tochter des Weingutbesitzers und Weinhändlers Eugen Frisch und der Helene Bischitz. 1913 zog die Familie nach Wien, wo sie die Schwarzwaldschule absolvierte. Sie studierte von 1924 bis 1929 Kunstgeschichte bei Julius von Schlosser, Karl Maria Swoboda und Hans Tietze, sowie Archäologie und Geschichte an der Universität Wien. Sie heiratete 1928 den Juristen Georg Wolf. Sie wurde im Februar 1933 bei Schlosser und dem Archäologen Emil Reisch mit einer Dissertation über die Rezeption der Antike bei Michael Wolgemut und Albrecht Dürer promoviert und arbeitete danach an der Graphischen Sammlung Albertina. Nach dem Anschluss Österreichs 1938 wurde sie aus rassistischen Gründen entlassen. 1939 emigrierten die beiden Wolfs nach Großbritannien, von wo aus ihnen nach acht Monaten die Einreise in die USA gelang. Sie änderten ihren Familiennamen später in Wolfe und wurden 1948 eingebürgert.
Alice Wolfe war von 1940 bis 1947 als Research Assistant für Renaissancekunst an der Yale University Art Gallery tätig. Sie katalogisierte die Majolica-Sammlung Randolph Hearst und die Porträtsammlung Edward B. Greene. 
Nachdem George V. Wolfe 1947 eine Professur für Politikwissenschaften am College of Idaho erhielt und sie in die Kleinstadt Caldwell zogen, musste sie ihre Berufstätigkeit aufgeben.

## Schriften (Auswahl)
- Die Stellung der Wolgemutwerkstatt und des jungen Dürer zur Antike. Phil Diss. Wien, 1933
- The Edward B. Greene collection of engraved portraits and portrait drawings at Yale University. Vorwort Theodore Sizer. New Haven, Conn. : Yale Univ. Press, 1942
- Jacopo de Barbari's Apollo and Duerers early male proportion figures, in: Art bulletin, 1943, S. 363–365